# Čihorići
Čihorići su bili hrvatska velikaška obitelj u srednjovjekovnoj istočnoj Hercegovini. Bili su županski rod i spominju se u 14. stoljeću. Bili su katolici i nosili su ga katolici doseljeni na dubrovačko područje iz Popova. Potomicima Čihorića smatra se i katolički rodovi Žarak i Pupe u Čvaljini. U osmanskim se vremenima rod Čihorića raslojio pa danas prezime Čihorić nose samo pravoslavci u Čvaljini i Zavali. Danas postoji prezime Čihorić u selu Čvaljini i Zavali, koje je na mjestu na kojemu se Vala ili Dubrava, udolini koja povezuje Popovo s Dubrovačkim primorjem, širi prema Popovu. Nije posve jasno jesu li u srodstvu sa srednjovjekovnim županskim rodom Čihorića ili se radio o doseljenim Vlasima, niti jesu li svi današnji Čihorići u srodstvu.
Srednjovjekovni županski rod Čihorića bio je u srodstvu s plemićkom obitelji Sankovićima.